# Le Plantis
Le Plantis är en kommun i departementet Orne i regionen Normandie i nordvästra Frankrike. Kommunen ligger i kantonen Courtomer som tillhör arrondissementet Alençon. År 2022 hade Le Plantis 126 invånare.

## Befolkningsutveckling
Antalet invånare i kommunen Le Plantis
| Referens: INSEE |